# Ivar Kirkeby-Garstad

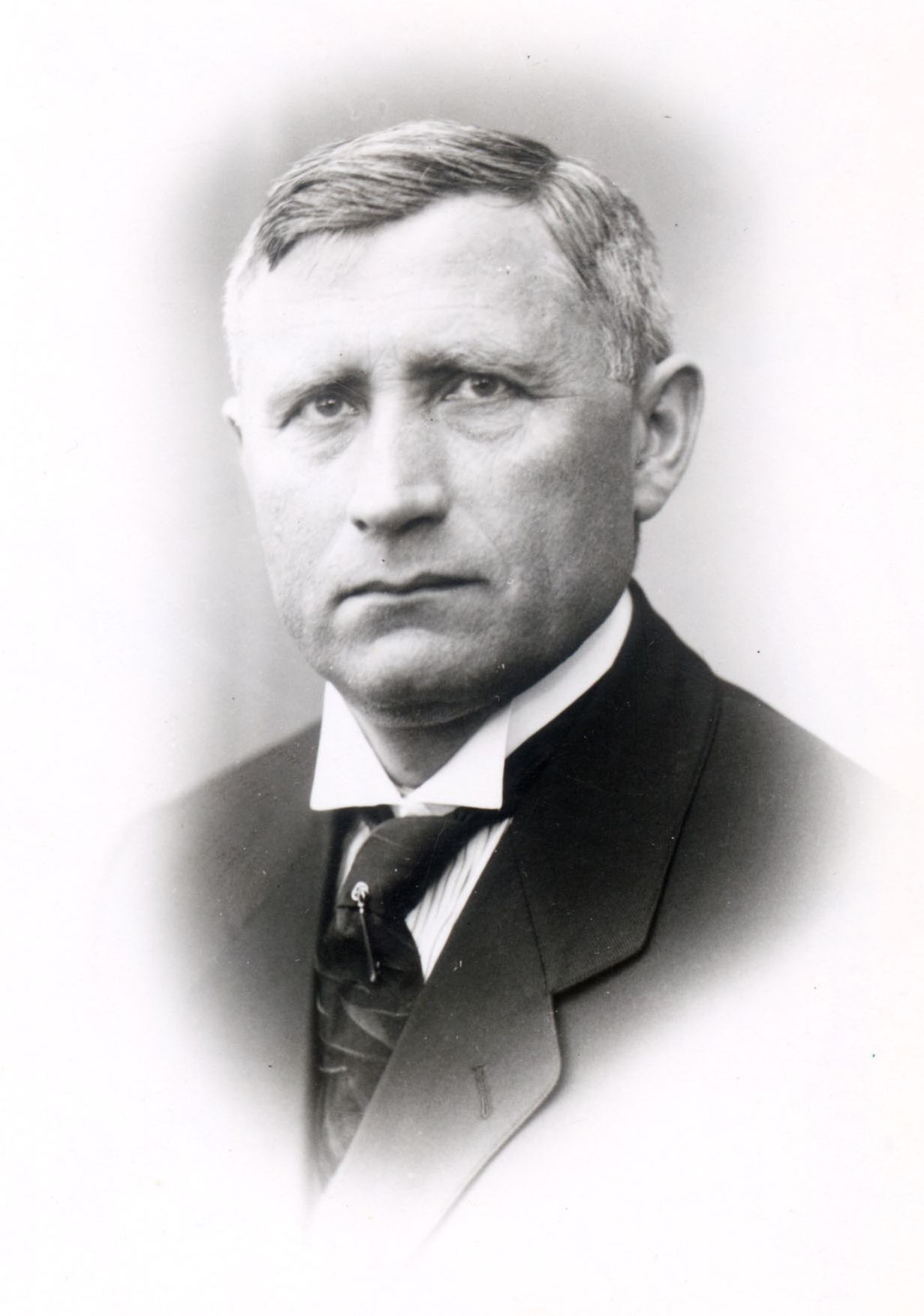
Ivar Kirkeby-Garstad.

Ivar Larsen Kirkeby-Garstad, född 5 augusti 1877, död 19 juni 1951, var en norsk jordbrukare och politiker.
Kirkeby-Garstad blev medlem av Stortinget 1922, där han snart blev en av bondepartiets ledande män. Han var handelsminister i Jens Hundseids regering 1931-32.